# Marc Bloch
Marc Léopold Benjamin Bloch (født 6. juli 1886, død 16. juni 1944) var en fransk historiker og specialist i fransk middelalderhistorie. Han grundlagde i 1929 tidsskriftet Annales, og udgjorde midtpunktet i en kreds som satte en ny standard for historisk forskning. 
Under 1. verdenskrig gjorde Bloch tjeneste som infanterist og modtog Æreslegionen. Under 2. verdenskrig blev han engageret i modstandsarbejde. Dette, sammen med hans jødiske baggrund, førte til at han blev henrettet af den tyske okkupationsmagt. 